# Asier Villalibre
Asier Villalibre Molina (ur. 30 września 1997 w Guernica) – hiszpański piłkarz występujący na pozycji napastnika w hiszpańskim klubie Deportivo Alavés.